# Atchafalaya River
Der Atchafalaya River ist ein Mündungsarm des Mississippi River und der ehemalige Unterlauf des Red River. Er ist ungefähr 270 km lang und befindet sich im mittleren Süden Louisianas in den Vereinigten Staaten. Er ist schiffbar und wird als Industrieschifffahrtskanal für den Bundesstaat Louisiana genutzt.

## Entstehung
Der Name Atchafalaya River gilt ab der Einmündung des Red River in die kanalisierte Flussabzweigung des Mississippi bei Simmesport. Einst mündete der Red River hier in eine große, nach Westen ausholende Mississippi-Schlinge, die bis zum Bau eines abkürzenden Durchstiches (Shreve's cut) im Jahr 1831 bestand. Über das Bett der nunmehr verlassenen Flussschlinge strömte dennoch eine zunehmende Wassermenge zu einem von der Schlinge wiederum nach rechts abzweigenden Mündungsarm, der seinerseits vom einstigen Unterlauf des Red River vorgezeichnet war. An Stelle der alten Flussschlinge, Old River genannt, verlässt das Wasser den Mississippi heute über einen in den 1960er Jahren gebauten parallelen, 11 Kilometer langen Kanal nach Westen. Die Wasserführung des Kanals wird heute über die Old River Control Structure bei etwa 30 Prozent des Mississippi-Abflusses gehalten, das heißt bei im Mittel 4730 m³/s.
Der Name selbst entstammt dem Choctaw und setzt sich aus den Bestandteilen hachcha (Fluss) und falaya (lang); zusammen (langer Fluss).

## Verlauf
Am Ende des kanalisierten Old River mündet von rechts der Red River als größter Nebenfluss ein (1590 m³/s). Der Atchafalaya mäandriert danach eingedeicht südwärts durch ausgedehnte Flussauen. Etwa 25 Kilometer unterhalb von Morgan City fließt er in die Atchafalaya Bay des Golf von Mexiko. Der Fluss bildet hier ein neues Delta in der Bucht, ein weiterer Bereich neben dem Mississippi River Delta, in dem neues Land an Louisianas Küste auf natürliche Weise entsteht. Obwohl es sich also nur um einen Mündungsarm des Mississippi handelt, ist der Atchafalaya gleichzeitig der fünftwasserreichste Fluss Nordamerikas.

## Kultur und Wirtschaft
Der Atchafalaya River hat eine besondere kulturelle Bedeutung für das Cajun Country. Die Instandhaltung des Flusses als schiffbarer Arm des Mississippi ist seit mehr als einem Jahrhundert ein Hauptprojekt des United States Army Corps of Engineers.

## Namensvarianten
Der Fluss besitzt mehrere Bezeichnungsvarianten:
- Atchafalaya River[3]
- Atachaffalaya River[4]
- Atchaalaya River[4]
- Atchafalayia River[4]
- Atchafayalia River[4]
- Atchafaylia River[4]
- Atchaffalay River[5]
- Atchafylia River[4]
- Atchapalaya River[4]
- Bayou Atchafalaya[6]
- Chafalia River[7]
- Chaffalia River[7]
- Chaffeli River[8]
- River Atchafa-Laya[7]
- Tchafalaya River[7]